# Кудряшев, Михаил Иванович
Михаил Иванович Кудряшев (Кудряшов) (1860, Санкт-Петербург — 1918, Петроград) — русский литератор, поэт, переводчик, филолог, библиотечный работник.

## Биография
Сын Ивана Никитича Кудряшева (крестьянина деревни Деменское Даниловского уезда Ярославской губернии, впоследствии купца 2-й гильдии и петербургского мещанина) и Елизаветы Александровны Ухановой (дочери санкт-петербургского купца). Родился 21 августа (2 сентября) 1860 года в Санкт-Петербурге. 
Первоначальное образование получил дома, затем в начальной школе Ф. К. Веллинг, в 1871 году поступил во 2-ю классическую гимназию в Санкт-Петербурге, курс которой он окончил с серебряной медалью в 1879 году. В том же году поступил на историко-филологический факультет Санкт-Петербургского университета, избрав специальностью историю всемирной литературы. Получал Ломоносовсую стипендию от Петербургской Купеческой Управы. В 1882 году представил на конкурс сочинение на тему: «Лиутпранд Кремонский, его жизнь и сочинения», получившее золотую медаль. Ученик академика А. Н. Веселовского: именно в его записи сохранился литографированный курс Веселовского «Теория поэтических родов в их историческом развитии». В 1883 году окончил курс со степенью кандидата и поступил переводчиком в редакцию газеты «Новости».
С 8 февраля 1884 года занял должность сверхштатного помощника библиотекаря Санкт-Петербургского университета. Должность помощника библиотекаря оставил, когда 3 января 1890 года был назначен чиновником Санкт-Петербургского почтамта для цензирования иностранных газет и журналов. Уволен за штат 16 марта 1917 года. В библиотеку Санкт-Петербургского университета вернулся уже на должность директора, которую занимал с 1909 по 1918 годы.
При его активном участии был подготовлен последний выпуск «Инвентаря за 1885–1890 гг.» и «Каталог русских книг Библиотеки Имп. С.-Петербургского университета» в двух томах (1897, 1902). Третий том, включавший книги, поступившие с 1902 по 1914 г., был подготовлен, но не вышел из-за начавшейся Первой мировой войны, а его материалы не сохранились.
Скончался 31 декабря 1918 года в Петрограде. В университете хранятся его книги - 926 томов по языкознанию и истории литературы.

## Труды
Публиковался под псевдонимами: М. К.; Студент М. К……; Уханов, М.
Дебют в печати — стихотворение «Былое и настоящее (Исповедь актёра)» в журнале «Нева» в ноябре 1880. Начиная с 1883 года, участвовал в переводе «Реального словаря классических древностей» Любкера под ред. В. И. Модестова и «Истории всеобщей литературы» Штерна под ред. И. М. Болдакова. Перевёл «Песнь о Нибелунгах» размером подлинника; перевод напечатан в 1889 году в журнале «Пантеон литературы» и в 1890 году вышел отдельной книгой. За этот перевод Кудряшев был удостоен Пушкинской премии Императорской Академии наук (19 октября 1890).